# Читающая Магдалина
«Чита́ющая Магдали́на», или «Чита́ющая Мари́я Магдали́на» (англ. The Magdalen Reading), — наиболее известный из трёх сохранившихся фрагментов утраченной алтарной композиции Рогира ван дер Вейдена. Созданная около 1437 года для одной из брюссельских церквей, она представляла собой изображение Девы Марии с Младенцем и святыми. Мария Магдалина, отождествляемая в западной традиции одновременно с Марией из Вифании и с безымянной грешницей, совершившей помазание Христа, изображена отрешённой от мира и погружённой в чтение священной книги. О её прежней жизни напоминают богатые одежды, в частности, украшенная драгоценными камнями юбка из золотой парчи; с их роскошью контрастирует скромный головной убор, чья своеобразная форма должна, по-видимому, напоминать о восточном происхождении святой. Рядом с сидящей Магдалиной находится её традиционный атрибут — алебастровый сосуд с миром.
В XIX веке изображение было переведено с оригинальной дубовой доски на основу из красного дерева; тогда же фон был полностью записан коричневой краской. С 1860 года «Магдалина» находится в собрании Лондонской национальной галереи; в 1950-х годах была предпринята реставрация, раскрывшая оригинальный красочный слой. После этого стало возможным установить общность лондонского фрагмента и двух других из собрания лиссабонского Музея Галуста Гюльбенкяна, которые, по-видимому, принадлежали к той же утраченной композиции. Предположительная реконструкция недостающих частей была осуществлена на основе рисунка XV века из собрания Национального музея Швеции.

## Иконография и композиция
«Читающая Магдалина», созданная в 1430-х годах и относящаяся к раннему периоду творчества Рогира ван дер Вейдена, представляет собой фрагмент несохранившейся алтарной композиции, изображавшей Деву Марию с Младенцем и святыми.
В западноевропейской традиции Марию Магдалину принято отождествлять одновременно с Марией из Вифании, сестрой Марфы и Лазаря, и с безымянной грешницей, умастившей миром ноги Христа. В изобразительном искусстве сложилось несколько иконографических типов изображения святой, среди которых наиболее распространён образ грешницы, обратившейся на путь спасения и покаяния. В работах Рогира ван дер Вейдена образ Марии Магдалины получает многогранную трактовку: Лорн Кэмпбелл, специалист по творчеству мастера, пишет, что «… ни один ранненидерландский художник не писал её так часто и так разнообразно, как Рогир». Историк искусства Дайана Апостолос-Каппадона отмечает, что ван дер Вейден первым изобразил Марию Магдалину за чтением, заложив тем самым новую традицию в искусстве Северного Возрождения, которую восприняли, в частности, Амброзиус Бенсон, Адриан Изенбрант и Мастер женских полуфигур. В христианской символике книга — один из атрибутов отшельничества (представление о Марии Магдалине как об отшельнице восходит к «Золотой легенде» Иакова Ворагинского); кроме того, она ассоциируется с молитвенной созерцательностью, традиционно приписываемой Марии из Вифании.

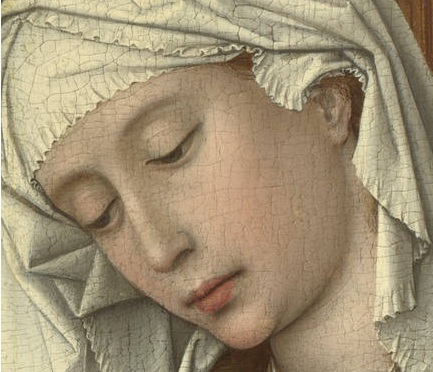
Лик читающей Магдалины

В композиции 1430-х годов Мария Магдалина с книгой в руках сидит на лежащей на полу подушке, прислонившись спиной к деревянному резному комоду или буфету. Рогир ван дер Вейден следовал традиции изображать святую в богатых одеждах, что должно было напоминать о её прошлой жизни в роскоши и суете. Его Мария Магдалина одета в платье, какие могли носить современницы самого художника; перехваченное в талии узким тёмно-синим поясом с золотой отделкой, оно ниспадает широкими свободными складками. Зелёный цвет одеяния, по мнению Маргарет Скотт, специалиста по истории костюма, может символизировать надежду. Нижняя юбка из золотой парчи отделана жемчугом и драгоценными камнями; подол и рукава платья оторочены мехом. Мех, традиционно ассоциировавшийся с женской чувственностью, нередко присутствует в изображениях Марии Магдалины, однако, как предполагает Скотт, в «Читающей Магдалине» его символика может быть прямо противоположной, поскольку во времена ван дер Вейдена ношение серого беличьего меха было прерогативой женщин респектабельных. Если чаще всего святую изображали с распущенными непокрытыми волосами, то у читающей Магдалины её длинные, ниспадающие на плечи волосы полускрыты скромным белым покровом, приличествующим её нынешнему благочестивому занятию. Маргарет Скотт указывает на сходство этого своеобразного плата, гофрированного по краям, с аналогичным покровом Марии Магдалины в рогировском «Снятии с креста» (ок. 1435—1440): на её взгляд, сами по себе подобные головные уборы характерны для XV века, однако повязаны они в обоих случаях так, что напоминают тюрбан, — в соответствии с восточным происхождением святой. Лорн Кэмпбелл, напротив, находит убор читающей Магдалины весьма отличным от покрывал, которые носили современницы ван дер Вейдена; по его мнению, он в большей степени отражает представления самого художника о том, чем могли покрывать голову женщины библейских времён.

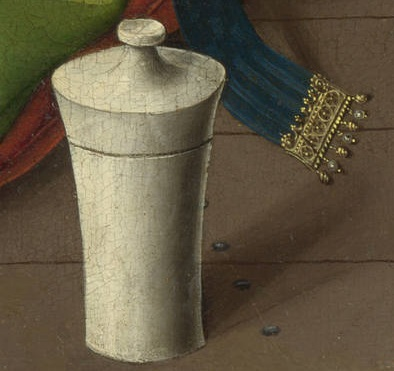
Сосуд с миром

На полу по левую руку от Магдалины стоит алебастровый сосуд с миром: традиционный атрибут святой. Отбрасываемая им тень касается кончика пояса, украшенного золотом и жемчугом, чья роскошь подчёркивает строгую простоту этого предмета-символа. Белый цвет алебастра перекликается с белизной головного убора и ткани, в которую обёрнута книга; пятна белого, образуя легко читаемый треугольник, придают композиции целостность и смысловое единство.

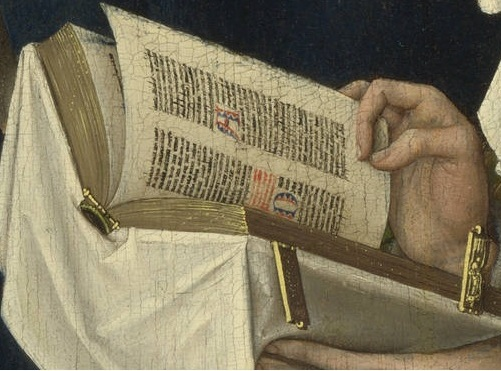
Книга в руках Магдалины

Книга, в чтение которой погружена Магдалина, может быть Библией или часословом, который в Средневековье часто использовался для домашней молитвы, в том числе женщинами. На раскрытой странице хорошо виден написанный в две колонки текст с большими цветными инициалами. Книга богато украшена: обрезы позолочены, а переплёт не только снабжён золотыми застёжками, но и обёрнут специальной тканью, служащей для его защиты. При увеличении различимы разноцветные (красная, синяя и две зелёные) закладки в виде нитей, прикреплённых к золотому стержню у корешка, и тонкая красная разлиновка внутри рукописного текста. Текст на развороте манускрипта воспроизводит общие очертания рукописных строк, однако в целом нечитаем; различимы лишь буквицы D и A.
Склонённая над книгой фигура Марии Магдалины как бы вписана в полукруг, что подчёркивает её отобщённость от всего, что её окружает, и обращённость её помыслов к евангельским истинам. Держа раскрытую книгу на весу, Магдалина словно бы устремлена ей навстречу; её взгляд опущен, а пальцы вот-вот перевернут страницу. По словам Н. М. Гершензон-Чегодаевой, Рогир ван дер Вейден «…показал в ней человека, отрешённого от мира, глубоко погружённого в чтение священных слов, сосредоточенного на своей внутренней жизни». Тонкие и нежные, овеянные лёгкой грустью черты её лица отражают представление художника о «вечной, нетленной красоте».

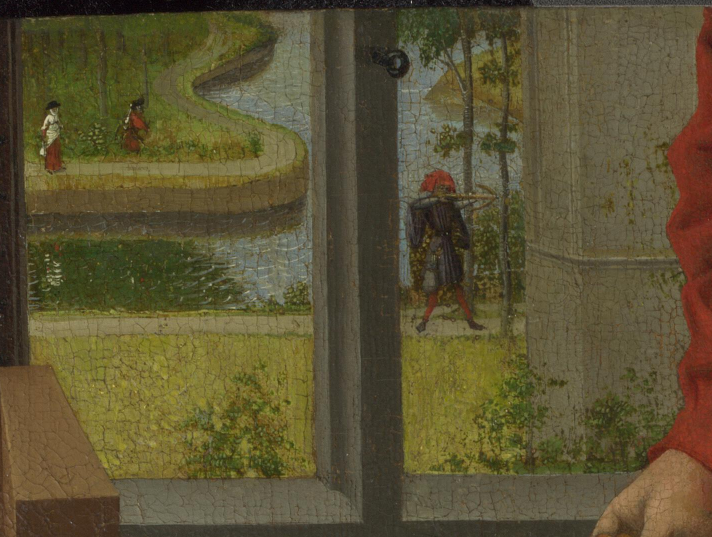
Пейзаж на заднем плане

Поскольку «Читающая Магдалина» — фрагмент большой композиции, в её изобразительном поле присутствуют части других фигур. Мужской персонаж на заднем плане — Святой Иосиф (см. раздел «Реконструкция»); коленопреклонённая фигура в красном — Иоанн Евангелист. Иосиф, одетый в красное и синее, держит в руках посох и янтарные (или хрустальные) чётки, чья символика перекликается с отрешённой сосредоточенностью Магдалины. На буфете стоят три предмета, от которых сохранилась лишь нижняя часть; возможно, они представляли собой золотую шкатулку (слева со стороны зрителя), деревянный ларчик (правей) и золотой кубок (с края). Из окна в глубине комнаты виден пейзаж с деревьями и извилистой речкой. На ближнем берегу арбалетчик в тёмно-синем плаще и красном головном уборе целится из арбалета; по дальнему берегу идёт мужчина в чёрном и красном, несущий на плече привязанный к палке узелок. За ним следует женщина в белой накидке поверх красного платья и в чёрной шляпе, также с узелком в руке; её силуэт отражается в подёрнутой рябью воде.

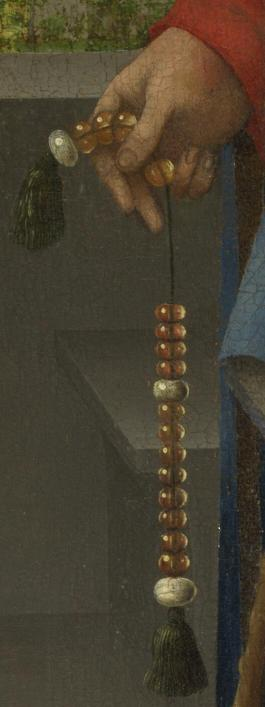
Чётки Иосифа

Внимание Рогира ван дер Вейдена к деталям и склонность к скрупулёзной их проработке в полной мере проявились в «Читающей Магдалине». Исключительно тщательно выписаны элементы одежды с их разнообразной текстурой («скульптурные» складки платья, меховая оторочка и т. п.) и части книжного переплёта, при том что многие подробности, включая изображение геральдической лилии размером в один миллиметр на правом башмаке лучника, не могли быть непосредственно воспринимаемы зрителем. С большой тонкостью и реалистичностью передана игра света на поверхностях разной фактуры: так, на парчовой юбке Магдалины светотеневые контрасты создают впечатление рельефности узора; блеск украшающих подол сапфиров и жемчугов подчёркнут яркими бликами; в каждой бусине чёток святого Иосифа — такой же сияющий блик. Некоторые области и детали, в том числе деревянный комод (за исключением металлических креплений его дверцы) и шляпки вбитых в пол гвоздей, прописаны менее тщательно и могут быть работой не самого ван дер Вейдена, а кого-то из его мастерской. В художественном отношении трактовка образа святой, по словам Н. М. Гершензон-Чегодаевой, «не свободна от архаизмов», однако традиционные средства выражения служат в ней новым целям: так, «в „готических изломах“ складок рукавов и широкой юбки как бы нашла себе проявление скрытая внутренняя напряжённость образа», а руки Магдалины, «повторяющие очертания рук готических мадонн, своей одухотворённостью подкрепляют характеристику лица». Лорн Кэмпбелл, отмечая пленительную красоту и непревзойдённое техническое совершенство «Читающей Магдалины», видит в ней один из шедевров живописи XV века.

## История и провенанс

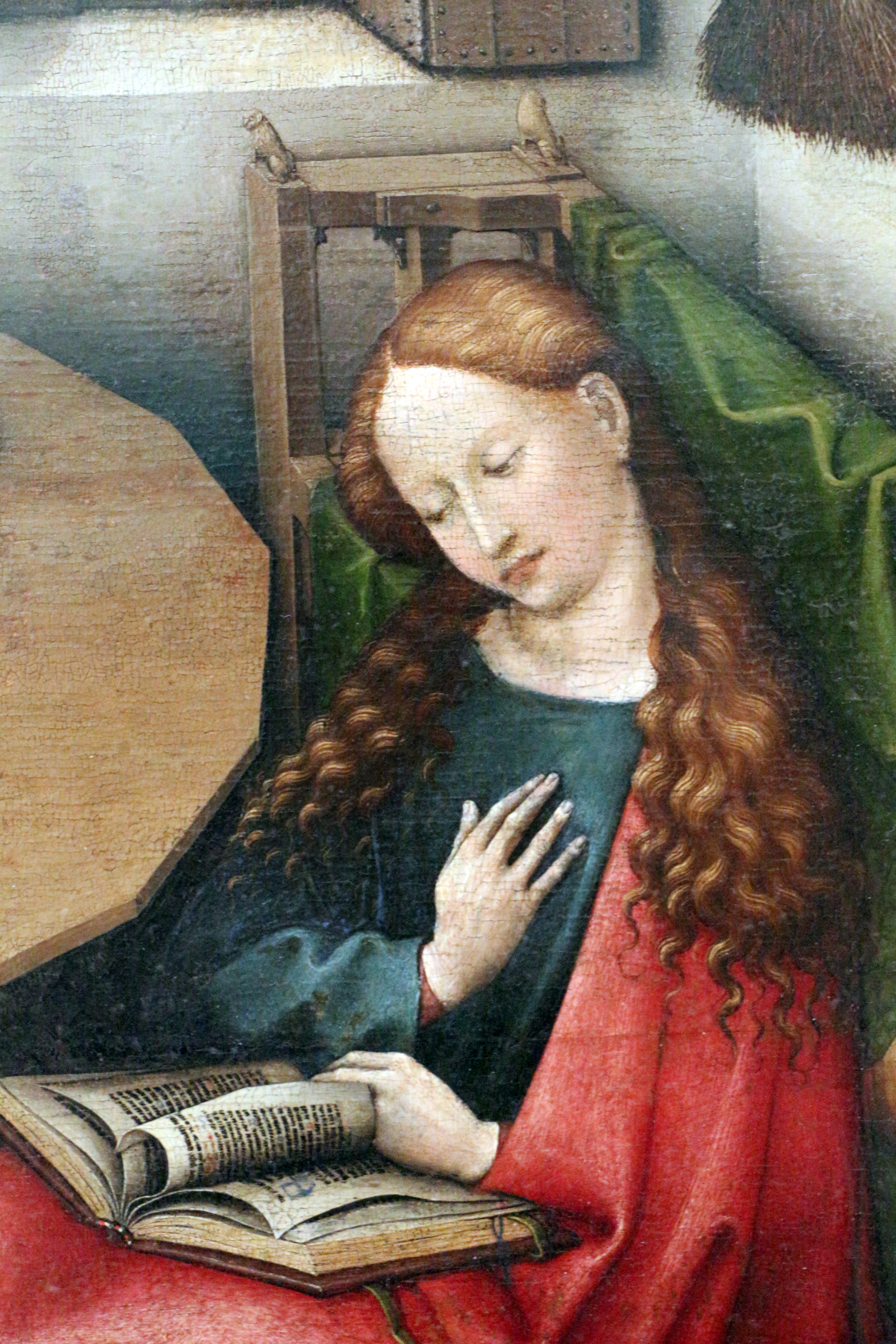
Флемальский мастер. Благовещение (фрагмент). Ок. 1415—1425. Дерево, масло. Брюссель, Королевские музеи изящных искусств

Точная дата создания алтаря, фрагментом которого является «Читающая Магдалина», неизвестна, как неизвестно и его первоначальное местонахождение. Предположительно он был создан вскоре после того, как в 1435 году ван дер Вейден переехал в Брюссель и начал получать первые заказы, в том числе на алтарь для одной из городских церквей. В таком случае эта сложная многофигурная композиция должна была стать одной из наиболее значительных работ художника в первые годы его творческой самостоятельности.
Лорн Кэмпбелл считает, что, в частности, описанный образ Марии Магдалины сложился под влиянием фигуры Девы Марии из брюссельской версии «Благовещения» (центральной части «Алтаря Мероде», ок. 1427—1432) Флемальского мастера. В сцене Благовещения евангельская сцена также перенесена в интерьер, воспроизводящий нидерландское жилище XV века, а фигура Марии вписана в такой же символический полукруг, подчёркивающий её отрешённость и погружённость в чтение.

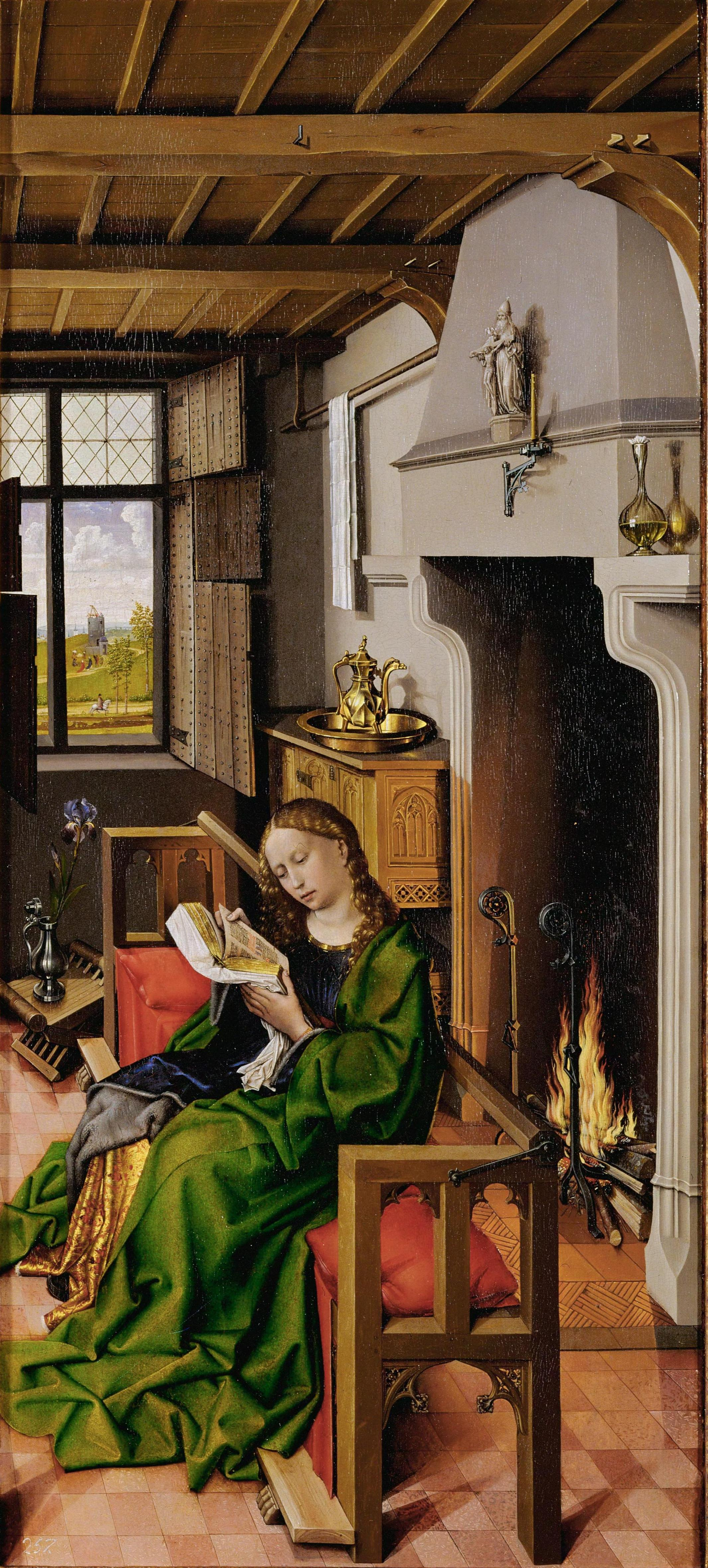
Робер Кампен. Правая створка Алтаря Верля. 1438. Дерево, масло. Мадрид, Прадо

Историк искусства Джон Уорд, детально изучавший сохранившиеся фрагменты алтаря ван дер Вейдена, отмечает композиционную и стилистическую близость «Читающей Магдалины» к одной из работ Робера Кампена, у которого учился сам Рогир, — так называемому «Алтарю Верля», датируемому 1438 годом. Так, святая Варвара, изображённая на правой створке алтаря, имеет несомненное сходство с Магдалиной ван дер Вейдена. На этом основании Уорд предполагает, что обе работы создавались приблизительно в одно время, и называет в качестве ориентировочной даты создания вандервейденовского алтаря 1437 год. По мнению Кэмпбелла, Магдалина ван дер Вейдена послужила прообразом святой Варвары Кампена (но не наоборот, ввиду несомненного художественного и технического превосходства работы ван дер Вейдена) и, соответственно, была создана ранее, то есть до 1438 года. На сайте Лондонской национальной галереи, где в настоящее время находится «Читающая Магдалина», указана такая же приблизительная датировка — «до 1438 года». Немецкий историк искусства Штефан Кемпердик, напротив, убеждён, что в «Читающей Магдалине» всё свидетельствует о том, что она возникла позднее «Алтаря Верля». Анализируя особенности её композиции, он, в частности, отмечает некоторую неестественность позы святой: она сидит на полу, однако её ноги согнуты таким образом, как если бы она, подобно Варваре Кампена, сидела на скамье; положение подушки также не соответствует положению корпуса сидящей; наконец, создаётся впечатление, что она не опирается на стоящий за её спиной буфет, а находится на некотором расстоянии от него. По мнению Кемпердика, эти и другие детали означают, что именно ван дер Вейден взял за основу образ святой Варвары Кампена и, перенеся его в свою композицию, не до конца адаптировал к иному пространственному окружению. Обращаясь к другому сохранившемуся фрагменту алтаря, частью которого была «Читающая Магдалина» (см. раздел «Реконструкция»), Кемпердик останавливает внимание на особенности внешности изображённой на нём святой Екатерины. Мода на высоко выбритый лоб, по всей видимости, повлиявшая на этот образ, распространилась лишь в конце 1440-х годов; отсюда Кемпердик заключает, что «Читающую Магдалину» следует датировать серединой XV века. Бельгийский историк искусства Дирк де Вос также придерживается мнения, что принятая в большинстве источников более ранняя датировка ошибочна и что алтарь с читающей Магдалиной был создан около 1445 года.
Неизвестно, когда и при каких обстоятельствах алтарь был разделён и распродан по частям. Лорн Кэмпбелл полагает, что причиной распила оригинальной доски могли стать повреждения, нанесённые — если верно то, что алтарь создавался в Брюсселе, — в период иконоборческих волнений XVI века либо во время обстрела Брюсселя французскими войсками в 1695 году. Вместе с тем фрагмент с читающей Магдалиной не обнаруживает никаких следов намеренных или случайных повреждений; возможно, эта часть алтаря осталась нетронутой.
Провенанс «Читающей Магдалины» прослеживается лишь с XIX века, когда в 1810 году она была выставлена на аукцион при распродаже в Амстердаме любительской коллекции некоего Кассино. Работу приобрёл торговец и знаток искусства Иеронимо де Врис (Jeronimo de Vries, 1776—1853); затем в следующем, 1811 году в Гарлеме она вновь была выставлена на аукцион, на этот раз в составе коллекции Абрахама Верманде (Abraham Vermande) под названием «Читающая женщина», и в каталоге приписывалась кисти Лукаса ван Лейдена. Произведение было выкуплено владельцем, а затем частным образом перепродано известной гарлемской собирательнице предметов искусства Марии Хофман (Maria Hoofman, 1776—1845). Сразу после её смерти «Магдалину», в числе прочих предметов собрания, выкупили торговцы искусством братья Ньивенхёйс (Nieuwenhuys). Впоследствии (точная дата неизвестна) она попала к парижскому коллекционеру Эдмону Бокузену (Edmond Beaucousin, 1806—1866). В 1860 году Чарльз Локк Истлейк приобрёл коллекцию Бокузена, включая «Читающую Магдалину», для Лондонской национальной галереи. Тогда же фрагмент алтаря был атрибутирован Рогиру ван дер Вейдену. В 1889 году произведение переатрибутировали как работу школы ван дер Вейдена; кроме того, выдвигались предположения о его принадлежности Флемальскому мастеру или кому-то из учеников Кампена. Однако, поскольку большинство экспертов (включая М. Фридлендера, Э. Панофского, Ф. Винклера и др.) придерживаются первоначальной атрибуции ван дер Вейдену, в настоящее время она считается общепринятой.

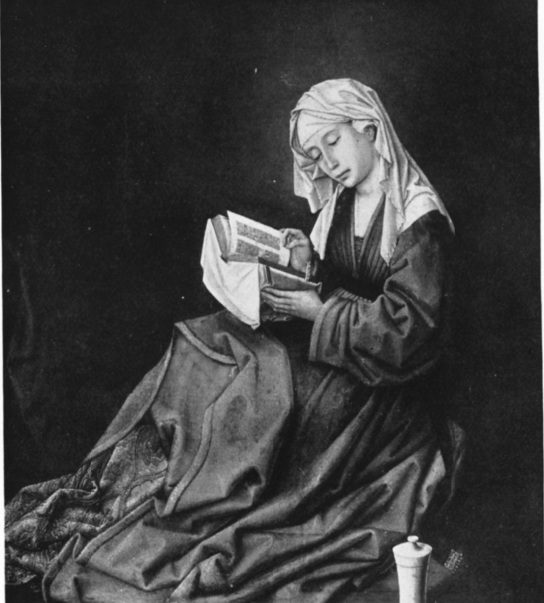
«Читающая Магдалина» до реставрации. Фотография 1930-х годов

В начале XIX века фон лондонского фрагмента был полностью записан коричневой краской. Кэмпбелл предполагает, что причиной этому могла быть начавшаяся в XVIII веке утрата интереса к искусству ранних нидерландцев: пользовавшееся популярностью у коллекционеров вплоть до XVII века, к этому времени оно вышло из моды. В таком виде фрагмент алтарной композиции мог сойти за самостоятельную жанровую сцену кого-то из голландских художников XVII века, что повышало шансы привлечь к нему внимание собирателей живописи. Кроме того, в XIX веке изображение было переведено на доску из красного дерева (вест-индийского махагони); по всей видимости, это было сделано после 1830 года, о чём говорит присутствие в нижнем слое грунта синтетического ультрамарина. Оригинальная основа, судя по другим сохранившимся фрагментам алтаря, представляла собой дубовую доску.

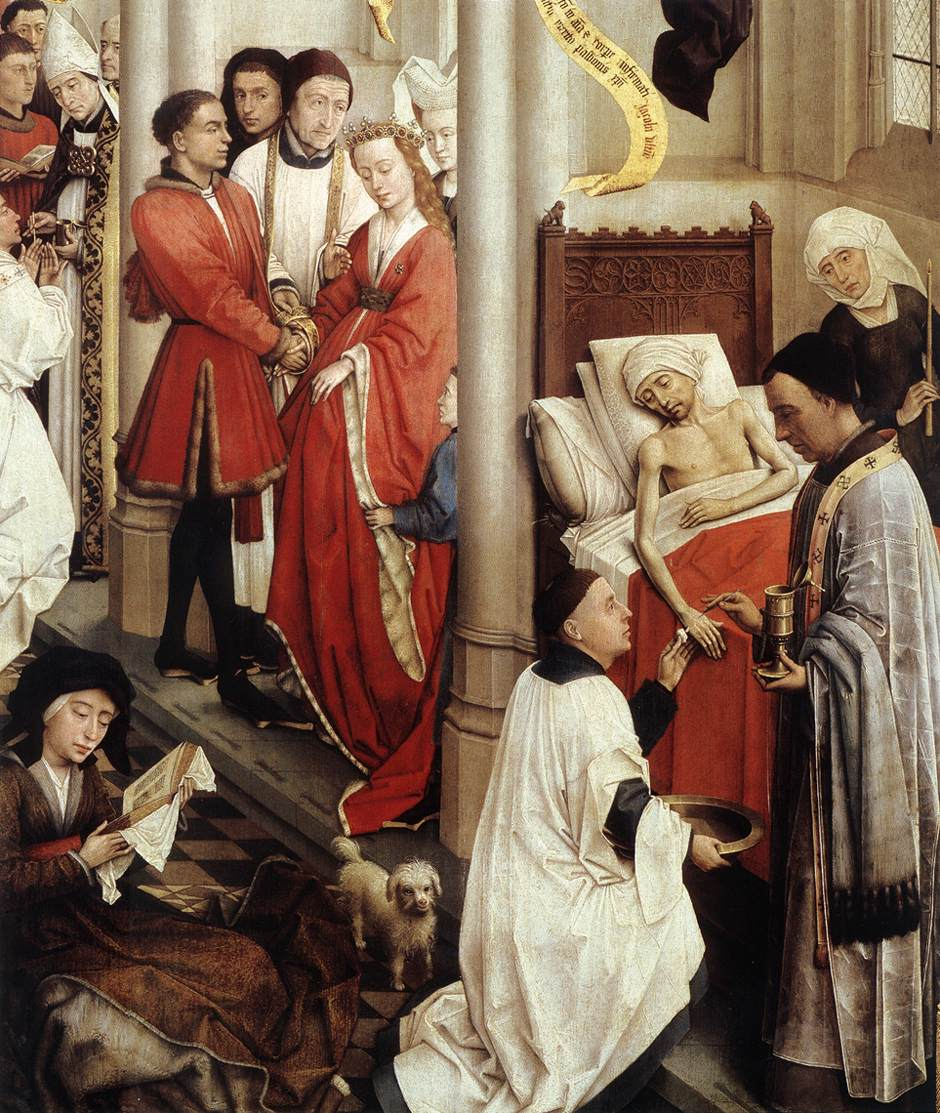
Фрагмент триптиха «Семь таинств». В левом нижнем углу — фигура читающей Магдалины

В 1955—1956 годах была предпринята реставрация, в ходе которой удалось удалить позднюю запись, раскрыв оригинальный красочный слой; по большей части он был в хорошем состоянии, не считая незначительных утрат в области рук, левого рукава и нижней юбки. Исследование памятника в инфракрасных лучах позволило увидеть подготовительный рисунок на верхнем, авторском слое грунта (сохранившемся при переводе на новую основу), выполненный с большой свободой, уверенностью и мастерством. Судя по тому, что расхождения между рисунком и живописным изображением незначительны, композиция была предварительно полностью разработана в графических эскизах, причём, по всей видимости, эскизы отдельных фигур могли использоваться как самим Рогиром, так и художниками его мастерской при создании других работ. Так, фигура читающей Магдалины (существенно изменённая и представленная в зеркальном отражении) присутствует на правой створке алтаря «Семь таинств», созданного в 1445—1450 годах. Кроме того, определённое сходство обнаруживают черты лица читающей Магдалины и двух мадонн ван дер Вейдена: так называемой «Мадонны в красном» (ок. 1435—1438) и Девы Марии, изображённой на левой створке «Алтаря Мирафлорес» (ок. 1435—1445).

## Предполагаемая реконструкция
Гипотеза о том, что «Читающая Магдалина» могла быть частью более масштабной композиции, выдвигалась ещё до того, как была осуществлена реставрация; её подтвердили рентгенографические исследования, позволившие получить общее представление о характере интерьера и фрагментах других фигур. Однако лишь расчистка фона, выявившая все подробности изображения, дала возможность соотнести «Магдалину» с другими сохранившимися фрагментами алтаря. Одним из первых попытки восстановить утраченную композицию предпринял в 1950-х годах историк искусства Мартин Дэвис. В 1971 году Джон Уорд опубликовал в The Art Bulletin статью «A Proposed Reconstruction of an Altarpiece by Rogier Van der Weyden»; развив и дополнив выводы, сделанные Дэвисом, он предложил собственный вариант реконструкции целого. Предложенную им версию впоследствии поддержал, с частичными доработками, Лорн Кэмпбелл.

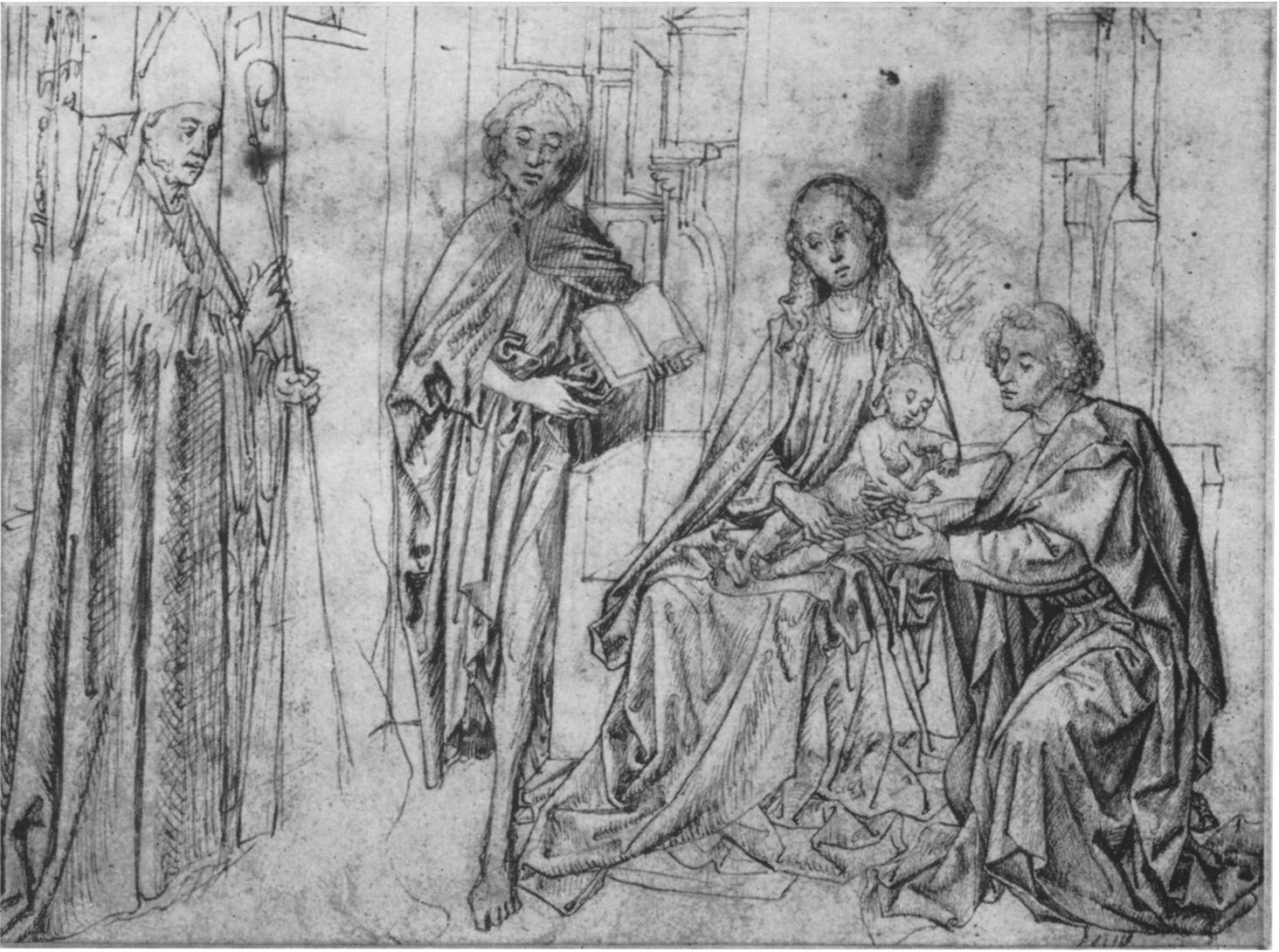
Мастер кобургских тонди. Дева Мария с Младенцем и святыми. Конец XV века. Бумага, тушь. 22,5 × 16,7 см

В настоящее время принято считать, что «Читающая Магдалина» представляла собой правую нижнюю часть большого (по разным предположениям приблизительно 150 × 90 см, 150 × 100 см или 160 × 100 см) алтарного образа, изображавшего Деву Марию с Младенцем и святыми (так называемое «Святое собеседование»). В стокгольмском Национальном музее хранится рисунок, который, возможно, даёт частичное представление о том, как выглядел утраченный алтарь. Его автором, по одной из версий, мог быть нидерландский художник XV века, известный как Мастер кобургских тонди; по другой — кто-то из мастерской Мастера Жирара Руссильонского: художника-иллюминатора, который был активен в Брюсселе в середине XV века. Рисунок предположительно является копией алтарной композиции ван дер Вейдена, хотя неизвестно, копировался ли непосредственно оригинал или это была копия с копии. Помимо этого рисунка, ставшего основой для реконструкции целого, в собрании лиссабонского Музея Галуста Гюльбенкяна находятся два фрагмента, которые с уверенностью могут быть отнесены к той же композиции, частью которой была «Читающая Магдалина».
На стокгольмском рисунке изображена Дева Мария с Младенцем Христом на коленях, сидящая перед камином на деревянной скамье. Справа — коленопреклонённый Иоанн Евангелист; в руках у него чернильница и раскрытая книга, в которой пишет Младенец (вероятно, аллюзия на богодухновенность Евангелия). Слева — Иоанн Креститель, также с книгой в руках, и неизвестный епископ, воздевший руку в благословляющем жесте. Пространство вокруг — не храм, а домашний интерьер (изображение сакральных сцен в подобной камерной обстановке было характерно для Робера Кампена). Фигура Марии находится не строго по центру, что заставляет исследователей видеть в рисунке изображение не всей композиции, а лишь её части. Кроме того, между фигурами Иоанна Крестителя и епископа имеется зазор, в котором угадываются едва намеченные очертания ещё одного персонажа. Фигура Магдалины на стокгольмском рисунке отсутствует, однако при его сопоставлении с лондонским фрагментом очевидно, что поза коленопреклонённого Иоанна и положение скамьи, на которой восседает Мария, соответствуют взаимному расположению деталей в «Читающей Магдалине»: босой ноги, фрагментов красной мантии и деревянной конструкции на заднем плане у окна. Уорд отмечает некоторое несоответствие пропорций и подчёркивает, что стокгольмский рисунок передаёт лишь общий характер композиции, допуская ряд неточностей в расположении персонажей относительно деталей фона. Историк искусства Стефани Бак (Stephanie Buck) также отмечает эскизный характер, неравномерную проработанность и явную незавершённость рисунка. Тем не менее на его основе возможно заключить, что фрагмент с Магдалиной и Иосифом находился в правой части алтарного образа.

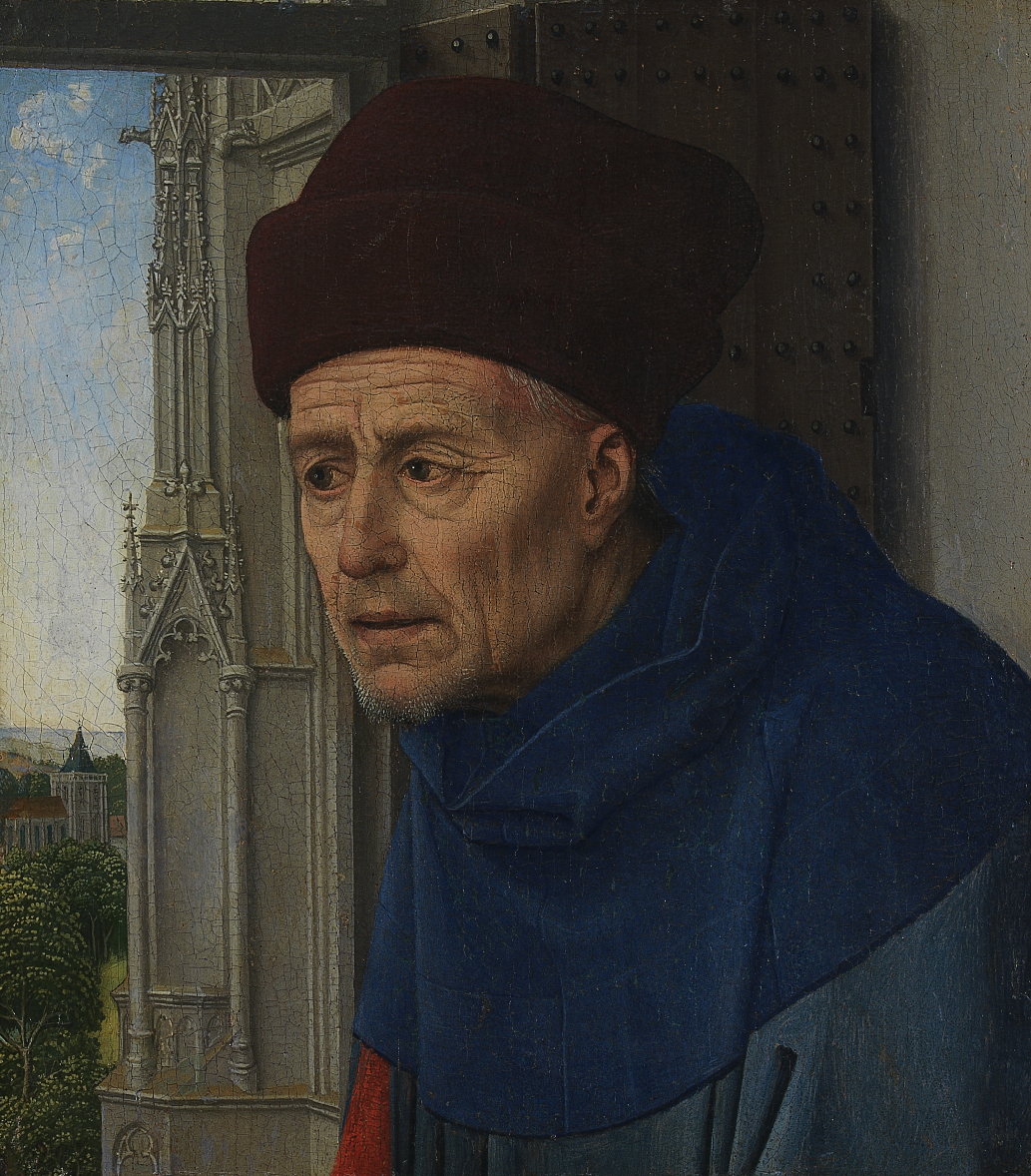
Голова Иосифа (фрагмент). 21 × 18 см. Музей Галуста Гюльбенкяна

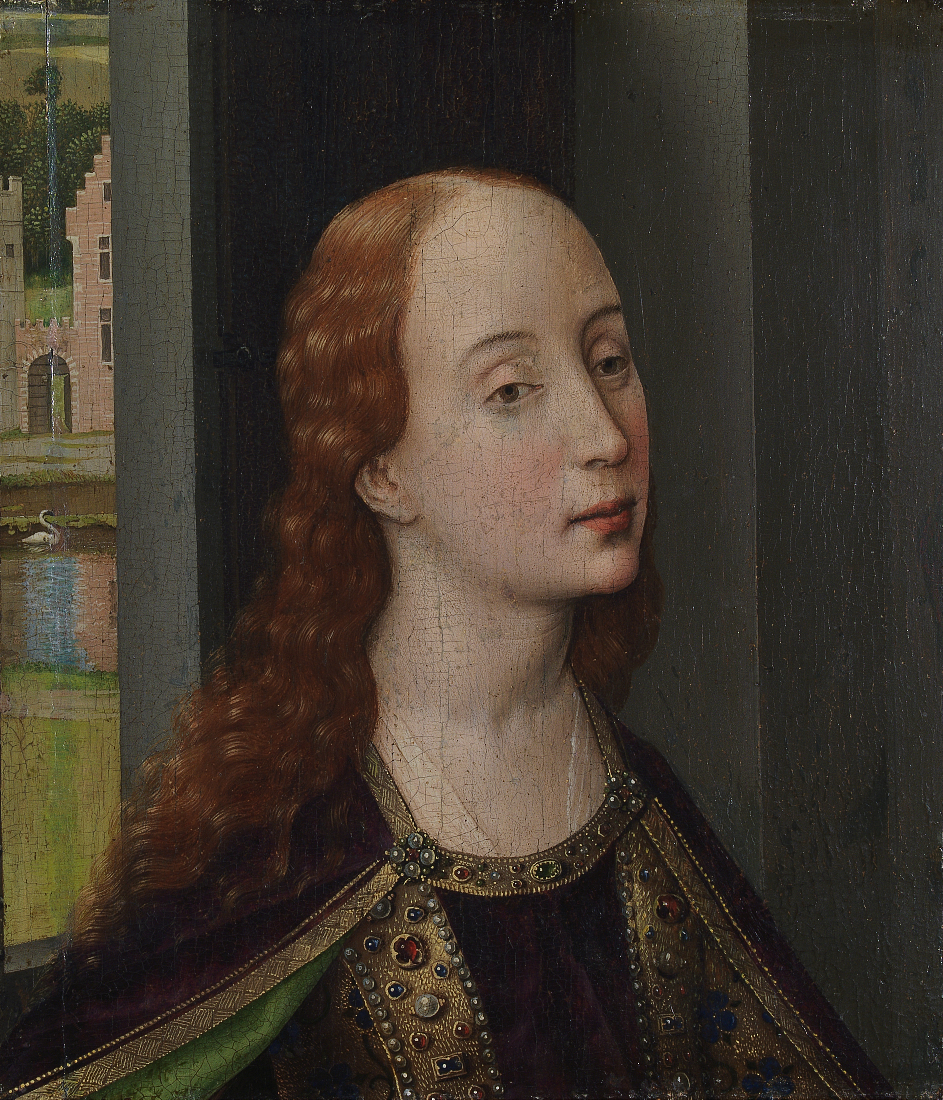
Голова святой Екатерины (фрагмент). 21 × 18 см. Музей Галуста Гюльбенкяна

После реставрации «Читающей Магдалины» Мартину Дэвису удалось установить соответствие между фрагментом мужской фигуры на заднем плане и головой святого из собрания Музея Галуста Гюльбекяна: при совмещении оба изображения точно совпадают и дополняют друг друга. Дэвис предположил также, что этот мужской персонаж может быть святым Иосифом: хотя чётки не входят в число канонических атрибутов святого, исследователь приводит ряд картин, в которых тот изображён с чётками. Иосиф ван дер Вейдена безбород; из-под его высокой шапки виднеются редкие седые волосы; в оконном проёме за его спиной виден фрагмент пейзажа с облачным небом и церковью. По всей видимости, его фигура развёрнута в сторону Мадонны (согбенная поза одновременно указывает на преклонный возраст и выражает благоговение), и взгляд обращён к Ней.
В собрании лиссабонского музея имеется ещё одна работа ван дер Вейдена приблизительно того же размера, что и «Святой Иосиф» (около 21 × 18 см), написанная на доске такой же толщины и попавшая в музей одновременно с ним. По всей видимости, она также является фрагментом утраченного алтарного образа. Изображённая на ней святая в богатых одеждах — предположительно Екатерина Александрийская — стоит или сидит на фоне окна, за которым виднеется пейзаж с рекой и лебедем. Поскольку река должна располагаться на том же уровне, что и во фрагменте с Магдалиной, вероятнее всего, что святая была изображена коленопреклонённой. Исходя из того, что центр всей композиции — фигура Мадонны с Младенцем, Уорд предполагает, что по обе стороны от неё должно было находиться равное количество персонажей. На стокгольмском рисунке святая Екатерина отсутствует, однако, сопоставив все имеющиеся фрагменты, Уорд приходит к выводу, что её коленопреклонённая фигура располагалась между Иоанном Крестителем и епископом слева, отчасти перекрывая фигуру последнего. В пользу этого предположения свидетельствует и небольшой красный фрагмент треугольной формы, просматривающийся у правого края: по своему расположению он соответствует складке одеяния Иоанна Крестителя (на уровне его правой руки), хорошо заметной на стокгольмском рисунке.

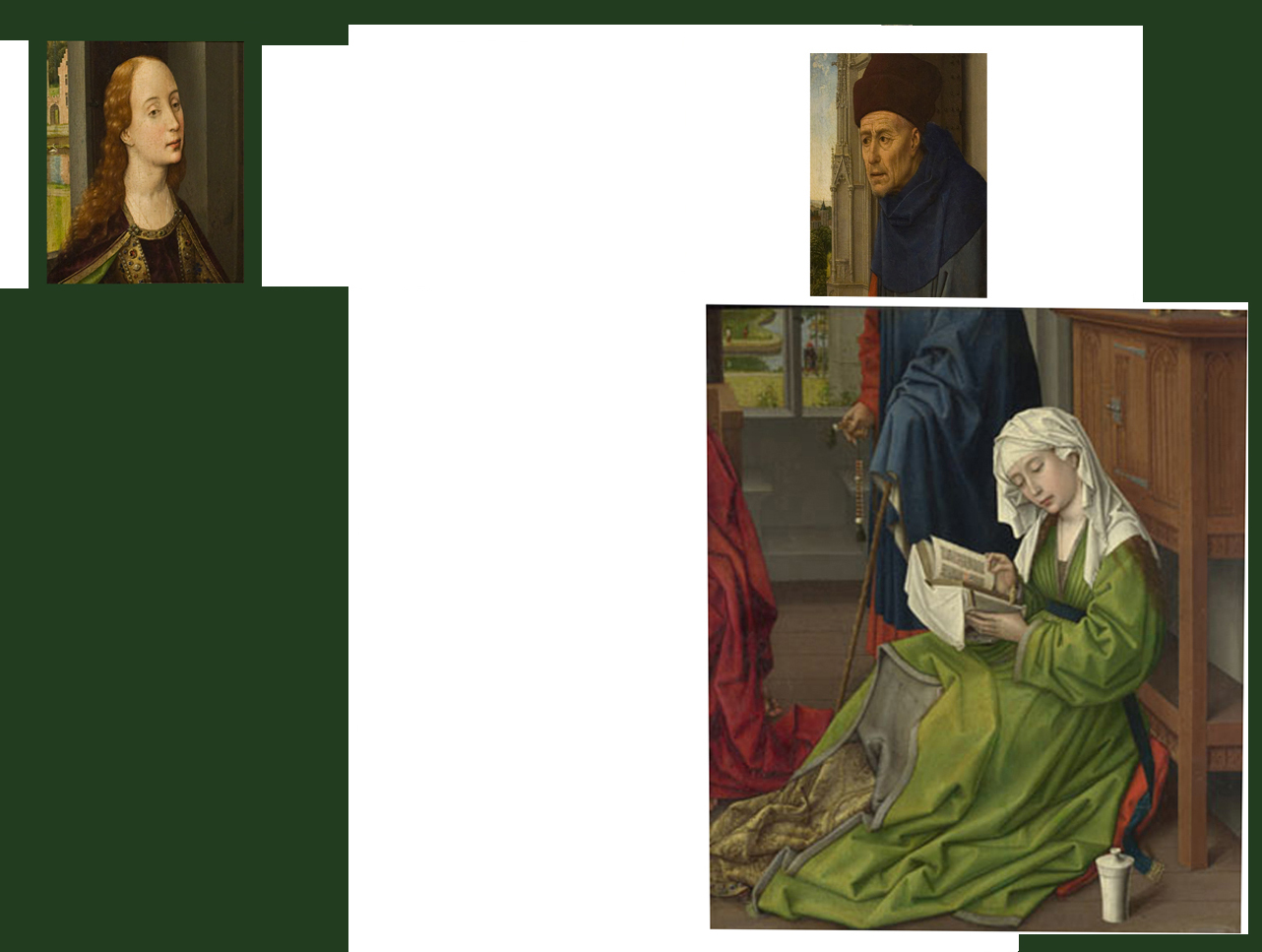
Взаимное расположение трёх сохранившихся фрагментов

Прочие части алтаря, включая многочисленные детали интерьера, утрачены безвозвратно и могут быть реконструированы лишь гипотетически, на основе параллелей и аналогий с другими работами самого художника и его современников. Так, например, задаваясь вопросом, чем мог быть заполнен передний план, оставляющий слишком много «пустоты», Уорд предполагает, что у ног Марии мог лежать ковёр, скрашивающий скучное однообразие деревянных досок пола. Стефани Бак не исключает, что на переднем плане мог быть изображён донатор: хотя на стокгольмском рисунке он отсутствует, логично предположить, что именно на эту отсутствующую фигуру направлены взгляды Марии и Иоанна Крестителя и что именно ей адресован благословляющий жест епископа. Вместе с тем Бак считает, что приблизительность рисунка в масштабах и пропорциях вполне может сочетаться с неточностями в передаче жестов и выражений лиц персонажей: возможно, что на самом деле жест епископа обращён к зрителю, а взгляд Девы Марии устремлён к раскрытой книге, которую держит перед ней Иоанн. Некоторыми исследователями предполагается, что алтарь мог представлять собой триптих: на боковых створках могли находиться изображения донаторов; возможно также, что фигура епископа не входила в композицию центральной панели, а помещалась на левой створке.
В предполагаемой композиции присутствует единый сквозной мотив, зримым воплощением которого является книга: помимо Магдалины, с раскрытыми книгами в руках изображены оба Иоанна. Неизвестно, что могло послужить поводом для такого иконографически необычного акцентирования образов «письменного слова», однако возможно, что центральной темой алтаря была преемственность между Ветхим и Новым заветом: первый символически представлен фигурой Иоанна Крестителя, последнего пророка дохристовой эры, второй — фигурой Иоанна Евангелиста, тогда как Дева Мария предстаёт своего рода связующим звеном меж ними. Божественное Слово, всевременное и непреходящее, показано одновременно в трёх своих проявлениях: оно провозвещается как пророчество Иоанном Крестителем, даруется как откровение самим Христом и благоговейно приемлется Марией Магдалиной.

## Комментарии
1. ↑  Традиционные цвета Марии Магдалины в изобразительном искусстве — золотой, красный и зелёный; последний, ассоциируясь с весной и новой жизнью, символизирует духовное возрождение Магдалины как раскаявшейся грешницы[17].
2. ↑  В другой работе ван дер Вейдена, на створке триптиха семьи Брак[англ.], Мария Магдалина изображена в ещё более причудливом уборе из послойно накрученных белых лент, имеющем вид тюрбана или чалмы[6].
3. ↑  Лорн Кэмпбелл видит в ней сходство с французскими Библиями XIII века[13].
4. ↑  Торцевые поверхности книги сверху, спереди и снизу, иногда окрашенные для украшения или защиты от загрязнений[24].
5. ↑  По мнению Лорна Кэмпбелла, подобная «геометрическая герметичность» заставляет видеть в образе читающей Магдалины прежде всего ту Марию, которая внимала словам Иисуса, сидя у его ног; Кэмпбелл отмечает также, что использование «геометрических гармоний» в выразительных целях вообще характерно для ван дер Вейдена[26].
6. ↑  Кэмпбелл указывает также на сходство Иоанна Крестителя, изображённого на левой створке «Алтаря Верля», с фигурой Иоанна на стокгольмском рисунке (см. раздел «Реконструкция»➤)[36].
7. ↑  В источниках это утраченное произведение упоминается, соответственно, как «Дева Мария с Младенцем и святыми[англ.]»[59] или «Дева Мария с Младенцем и шестью святыми»[44].
8. ↑  Первым эту гипотезу выдвинул Мартин Дэвис в 1957 году[60].
9. ↑  Провенанс обоих лиссабонских фрагментов прослеживается с 1907 года, когда они были показаны на выставке искусства в Брюгге как предметы коллекции Лео Нардуса[29].
10. ↑  Альфред Эйкрз предполагает, что заказ мог исходить от учёного лица или группы лиц[75].